# کریستوف بک
کریستوف بک (انگلیسی: Christophe Beck؛ زادهٔ ۱۹۶۸/۱۹۶۹) یک آهنگساز اهل کانادا است.
آهنگساز فیلم متعددی همچون دروغگوی چاق گنده، لباس رسمی، تازه ازدواج‌کرده، عروسی آمریکایی و بدون پارو، گارفیلد ۲ و دیوانه‌وار، احمقانه، عاشقانه و سرسخت شدن  بوده است.

## فیلم‌شناسی
- آر. آی. پی. دی
- آوازخوان حرفه‌ای
- الکترا (فیلم ۲۰۰۵)
- الکساندر و روز وحشتناک، افتضاح، ناگوار، خیلی بد (فیلم)
- این یعنی جنگ
- بدون پارو
- برلسک (فیلم ۲۰۱۰)
- پرسی جکسون و المپ‌نشینان: دزد صاعقه
- پست‌گرد
- پلنگ صورتی (فیلم ۲۰۰۶)
- پلنگ صورتی ۲
- تازه ازدواج‌کرده
- تاکسی (فیلم ۲۰۰۴)
- تب یخ زده
- جواز ازدواج
- چیزی که در وگاس رخ می‌دهد
- خماری (فیلم ۲۰۰۹)
- خماری: قسمت دوم
- خماری: قسمت سوم
- دروغگوی چاق گنده
- دریل‌بیت تیلور
- دو نفر برای پول
- دوجینش ارزان‌تر است (فیلم ۲۰۰۳)
- دیوانه‌وار، احمقانه، عشق
- رانر رانر (فیلم)
- رد (فیلم ۲۰۱۰)
- ساعت مچی (فیلم ۲۰۱۲)
- سدار راپیدز (فیلم)
- سرقت از برج (فیلم)
- سفر گناه (فیلم)
- سنتینل (فیلم ۲۰۰۶)
- عروسی آمریکایی (فیلم)
- فیلم ۴۳
- کارآموز (فیلم)
- گارفیلد (فیلم)
- گارفیلد ۲
- لباس رسمی
- لبه فردا
- ماپت‌ها: تحت تعقیب
- مرد کاغذی (فیلم ۲۰۱۲)
- مرد کامل
- مرد مورچه‌ای (فیلم)
- منجمد (فیلم ۲۰۱۳)
- موعد مقرر
- سرسخت شدن‌ (۲۰۱۵)